# Urszula Mazurek
Urszula Janina Mazurek (ur. 17 września 1937 w Toruniu) – polska harfistka, wychowanka Akademii Muzycznej w Warszawie i Accademia Musicale Chigiana w Sienie. Koncertuje jako solistka i ze stworzonym przez siebie Warszawskim Trio Harfowym. Wielu kompozytorów współczesnych dedykowało jej utwory m.in. Maciej Małecki (Concertino w dawnych stylu na 2 harfy i orkiestrę smyczkową). Od 1972 wykłada w Akademii Muzycznej w Warszawie (od 1992 prof.); 1978–83 wykładała w Meksyku. Prowadzi klasę harfy na Międzynarodowych Kursach Muzycznych im. Zenona Brzewskiego w Łańcucie.

## Życiorys
Należy do grona najważniejszych harfistek polskich. Urszula Mazurek studiowała w Akademii Muzycznej w Warszawie, w Konserwatorium Paryskim i w Akademii Chigiana w Sienie (harfę u profesor Jacqueline Borot, a kameralistykę u profesorów Sergia Lorenziego i Ricarda Brengolego). Odbyła także studia z zakresu historii sztuki oraz studia językowe na Uniwersytecie w Sienie, zdobywając biegłą znajomość języka francuskiego, hiszpańskiego i włoskiego.
Wielokrotnie uczestniczyła w festiwalach muzyki współczesnej, takich jak „Warszawska Jesień”, „Poznańska Wiosna Muzyczna”, festiwale w Zagrzebiu, Helsinkach i Meksyku, prawykonując dedykowane jej kompozycje wybitnych przedstawicieli polskiej awangardy m.in. Edwarda Bogusławskiego, Bogusława Schäffera, Witolda Szalonka, Andrzeja Dutkiewicza, Piotra Mossa i innych. 
Z Barbarą Świątek-Żelazną i altowiolistą Włodzimierzem Tomaszewskim tworzyła „Warszawskie Trio Harfowe”, z którym przez wiele lat koncertowała (w kraju i za granicą) oraz nagrywała płyty. Jako muzyk orkiestrowy Urszula Mazurek współpracowała z Operetką Warszawską, Orkiestrą Symfoniczną Radia Bolońskiego, Orkiestrą Symfoniczną Miasta Meksyk oraz z orkiestrami z Monterrey i Morelii w Meksyku. Jako muzyk sesyjny wielokrotnie uczestniczyła w nagraniach muzyki filmowej i teatralnej.
Artystka dokonała licznych nagrań archiwalnych, tak w kraju (dla Polskiego Radia i Telewizji), jak i za granicą (Meksyk, Norwegia). Brała udział w wielu programach telewizyjnych poświęconych kulturze muzycznej, takich jak: „Najpiękniejsza jest muzyka polska”, „Perspektywy muzyki”, „Godzina Orfeusza”, „Camerata”, w tym również w programach swego autorstwa. Nagrała również wiele materiałów muzycznych dla Studia Eksperymentalnego Polskiego Radia i Telewizji oraz dla Fonoteki Filmu. Podkreślić wypada, że jest pierwszą harfistką, która nagrała, już w latach sześćdziesiątych, solową płytę w Polsce. W roku 2006 ukazał się natomiast jubileuszowy album z nagraniami artystki umieszczony w serii wydawniczej „Polskie Radio poleca”.
Aktywność zawodowa Urszuli Mazurek od początku przebiegała dwutorowo: działalność koncertową uzupełniała o praktykę pedagogiczną na wszystkich poziomach nauczania. Była pedagogiem Szkół Muzycznych I i II stopnia im. K. Kurpińskiego i F. Chopina w Warszawie oraz Akademii Muzycznej im. K. Szymanowskiego w Katowicach. W latach 1978–1983 prowadziła działalność artystyczną i pedagogiczną w Meksyku, ucząc w Escuela de Música y Danza w Monterrey. W 1962 roku rozpoczęła pracę w Państwowej Szkole Muzycznej I i II stopnia im. K. Szymanowskiego w Warszawie, gdzie uczyła gry na harfie i fortepianie dodatkowym. W 1972 roku została pedagogiem Warszawskiej Akademii Muzycznej im. F. Chopina (obecnie Uniwersytet Muzyczny Fryderyka Chopina), gdzie prowadzi klasę harfy, zajęcia z zakresu kameralistyki i studiów orkiestrowych, literatury przedmiotu głównego, metodyki nauczania gry na harfie i praktyki pedagogicznej. Jest także pracownikiem łódzkiej Akademii Muzycznej oraz wykładowcą licznych kursów mistrzowskich (m.in. w Łańcucie, w Meksyku oraz Glasgow), a uczennice Urszuli Mazurek są laureatkami konkursów harfowych, znanymi harfistkami i pedagogami w kraju i za granicą.
Treść licznych seminariów i wykładów dla nauczycieli i uczniów przeprowadzonych przez prof. Urszulę Mazurek publikowana była w zeszytach naukowych warszawskiej Akademii Muzycznej. Ścisła współpraca harfistki ze szkolnictwem stopnia podstawowego i średniego zaowocowała wieloma autorskimi programami nauczania, w tym opracowaniem programu nauki gry na harfie metodą beznutową dla małych dzieci. Jako pedagog szkolnictwa wyższego jest natomiast promotorem i recenzentem prac magisterskich i doktoranckich. W dorobku naukowym prof. Mazurek znajduje się także opracowanie XVI- i XVII-wiecznych utworów lutniowych, które ukazało się nakładem wydawnictwa PWM.
Jako ceniony artysta i pedagog Urszula Mazurek wielokrotnie uczestniczyła w pracach jury krajowych i międzynarodowych konkursów harfowych m.in. w Nicei, Tours, Viggiano, Jerozolimie i Monachium, a I Ogólnopolski Konkurs Harfowy w Warszawie przeprowadzono z jej inicjatywy. Jest także członkiem wielu międzynarodowych towarzystw harfowych, m.in. we Francji i Stanach Zjednoczonych.
Artystka otrzymała wiele nagród i odznaczeń, w tym odznakę Zasłużony Działacz Kultury, Złoty Krzyż Zasługi, indywidualną Nagrodę Ministra Kultury i Sztuki II stopnia za szczególne osiągnięcia w dziedzinie dydaktyczno-wychowawczej a nadto nagrody rektora i dyrektorów szkół.

## Dorobek
W dorobku artystycznym ma ponad 2000 recitali i koncertów z udziałem wybitnych muzyków, m.in. Susanny Mildonian, Mercedes Gomez, Barbary Świątek-Żelaznej, Jadwigi Kotnowskiej, Umberta Rosso, Haliny Czerny-Stefańskiej, Elżbiety Stefańskiej. Koncertowała w większości krajów europejskich oraz w obu Amerykach. Polskie prezentacje Urszuli Mazurek z udziałem rodzimych orkiestr filharmonicznych i radiowych prowadzili m.in. Karol Teutsch, Tadeusz Strugała, Czesław Grabowski, Jerzy Maksymiuk, Andrzej Markowski, Mieczysław Nowakowski, Marek Pijarowski, Marek Tracz, Jacek Kaspszyk, Józef Wiłkomirski i wielu innych.

## Nagrody i wyróżnienia
- Złoty Krzyż Zasługi[1]
- Srebrny Medal „Zasłużony Kulturze Gloria Artis” (2014)[3].